# Le Falgoux
Falgoux – miejscowość i gmina we Francji, w regionie Owernia-Rodan-Alpy, w departamencie Cantal.
Według danych na rok 1990 gminę zamieszkiwało 226 osób, a gęstość zaludnienia wynosiła 7 osób/km² (wśród 1310 gmin Owernii Falgoux plasuje się na 624. miejscu pod względem liczby ludności, natomiast pod względem powierzchni na miejscu 180.).